# ائیریامن
اَئیریامَن در اوستا به طبقهٔ پیشوایان دینی و روحانیون گفته شده‌است. این کلمه در ادبیات پهلوی «اَئیرمان» و در سانسکریت و اوستا، «اَری‌یامن» به‌معنای یار و دوست بوده و نیز نام یکی از خدایان ودا است.
به ودایی: آریامن و به اوستایی: ائیریامن ، در اساطیر ایرانی و آئین مزدیسنا، ایزد صلح و دوستی و درمان دهنده دردهای مردمان است.
از وی که با عنوان رامش دهندهٔ آریایی‌ها نیز خوانده می‌شود، در ریگ‌ودا به عنوان ایزد تقسیم‌کننده شادی و شادمانی و بخت یاد شده‌است. از این ایزد همچنین گاهی به عنوان خدای باد نیز یاد شده‌است و از این روی برخی وی را با وای یا همان وایو (ایزد باد) یکی پنداشته‌اند.
از آریامن با صفت پیروزمند یاد شده و به وی آریامن پیروزمند گفته می‌شود.
روز بیست و دوم هر ماه، باد روز نام دارد و از آن اوست. در گذشته، در بهمن ماه این روز را جشن می‌گرفتند و آن را روزی نیک و سبک [سعد یا خوش یُمن] برای نو بریدن و نو پوشیدن و اسب نو سوار شدن می‌دانستند.